# Hugo Wstinc

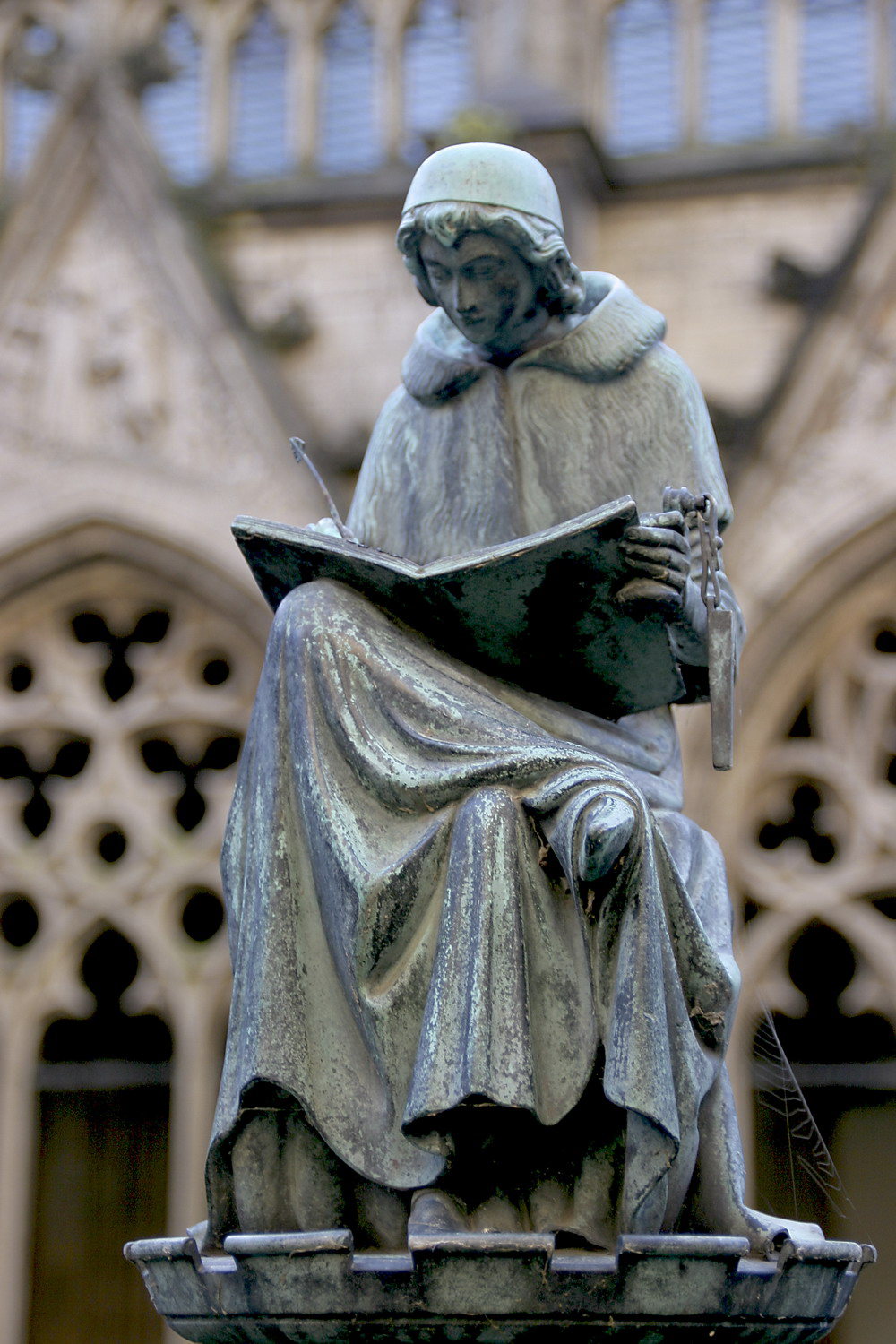
Hugo Wstinc, De schrijvende kanunnik

Hugo Wstinc (? - 1349) was een Nederlands rechtsgeleerde.
Mr. Wstinc (spreek uit Uustinc) werd geboren in een vooraanstaande Utrechtse familie. Na zijn studie trad in dienst bij de prior van de Utrechtse dominicanen, Gijsbert van Bronchorst, en vanaf 1329 bij de officiaal van de Utrechtse bisschop. Daarna wordt hij vermeld als notaris in Utrecht en rector van de parochiekerk in Lopik.
In 1337 werd Wstinc benoemd tot kanunnik van de Dom van Utrecht. Hij trad geregeld als bemiddelaar op bij geschillen tussen Utrecht en de kapittels en werd geroemd om zijn inzicht en wijsheid. In 1342 schreef hij zijn werk Statuta ecclesie Trajectensis, bekend geworden als Liber camere of Camerboeck van de Dom. In dit werk beschrijft hij de gewoonten en rechten van het Domkapittel. In de late middeleeuwen kreeg het de status van leidraad bij de organisatie van verschillende geestelijke instellingen. In 1895 werd het Camerboeck uitgegeven door S. Muller als Het rechtsboek van den Dom van Utrecht door Hugo Wstinc.
Begin 20e eeuw werd in de pandhof van de Dom een door Edelsmidse Brom gemaakte fontein geplaatst, met daarop een bronzen beeldje van een schrijvende Wstinc. Het werd ontworpen door Jan Hendrik Brom en uitgevoerd door zijn zoons Jan Eloy en Leo Brom.